# Spaneggsee
Der Spaneggsee (auch Spanneggsee) ist ein See oberhalb von Filzbach im Schweizer Kanton Glarus.
Der Bergsee liegt in einer Mulde zwischen dem Mürtschenstock und dem Fronalpstock auf einer Höhe von 1424 m ü. M. Er wird vom Chüetalbach sowie von Bächen, die am Ostfuss des Fronalpstocks entspringen, gespiesen und besitzt keinen oberirdischen Abfluss. Im gleichen Tal, ca. 2 km nördlich und 340 Höhenmeter tiefer, liegt der Talalpsee.

## Zugang
Der See liegt an der Wanderroute rund um den Mürtschenstock zwischen dem Talalpsee und dem Mürtschenfurggel.